# ボリス・エゴロフ
ボリス・ボリーソヴィチ・エゴロフ（ロシア語: Борис Борисович Егоров, 1937年11月26日 - 1994年9月12日）はソビエト連邦の医者、宇宙飛行士。宇宙飛行を行った初の医者である。

## 経歴
父は高名な脳外科医であり、若くして医学の道に進むことを決意する。第1モスクワ医学研究所で航空・宇宙医学を専攻し、1961年に卒業。1965年にフンボルト大学ベルリンでM.D.を、1967年に医療科学の博士号を取る。1984年から教授となり、人体の平衡系を専攻する。1984年から1989年は厚生省の生物医学技術研究所の所長を勤めた。
1964年5月26日に宇宙飛行士に選抜され、1964年10月のボスホート1号ミッションに搭乗した。選考には父の影響があったのではないかといわれる。
1994年に心臓発作で死去。ノヴォデヴィチ修道院に埋葬された。小惑星8450エゴロフは彼に因む。